# I liga urugwajska w piłce nożnej (1971)
- Mistrz Urugwaju 1971: Club Nacional de Football
- Wicemistrz Urugwaju 1971: CA Peñarol
- Copa Libertadores 1972: Club Nacional de Football, CA Peñarol
- Spadek do drugiej ligi: Racing Montevideo
- Awans z drugiej ligi: Rentistas Montevideo

Mistrzostwa Urugwaju w roku 1971 podzielone zostały na dwa etapy. W pierwszym etapie wszystkie 12 klubów rozgrywało ze sobą mecze każdy z każdym u siebie i na wyjeździe. Na podstawie uzyskanych wyników w pierwszym etapie utworzono dwie grupy po 6 klubów każda – mistrzowską i spadkową. Drugi etap wyłonił mistrza Urugwaju i spadkowicza.

## Primera División

### Końcowa tabela pierwszego etapu
| Poz | Klub                      | Mecze | Zw | Rem | Por | Pkt | BrZd | BrStr |
| --- | ------------------------- | ----- | -- | --- | --- | --- | ---- | ----- |
| 1   | Club Nacional de Football | 22    | 12 | 8   | 2   | 32  | 42   | 17    |
| 2   | CA Peñarol                | 22    | 13 | 6   | 3   | 32  | 40   | 23    |
| 3   | Liverpool Montevideo      | 22    | 10 | 9   | 3   | 29  | 31   | 16    |
| 4   | CA Bella Vista            | 22    | 10 | 7   | 5   | 27  | 28   | 19    |
| 5   | Danubio FC                | 22    | 10 | 5   | 7   | 25  | 24   | 25    |
| 6   | CA Cerro                  | 22    | 6  | 8   | 8   | 20  | 26   | 36    |
| 7   | River Plate Montevideo    | 22    | 4  | 12  | 6   | 20  | 18   | 22    |
| 8   | Defensor Sporting         | 22    | 6  | 8   | 8   | 20  | 14   | 18    |
| 9   | Huracán Buceo Montevideo  | 22    | 6  | 5   | 11  | 17  | 27   | 30    |
| 10  | Sud América Montevideo    | 22    | 3  | 10  | 9   | 16  | 20   | 27    |
| 11  | Racing Montevideo         | 22    | 3  | 7   | 12  | 13  | 23   | 44    |
| 12  | Central Montevideo        | 22    | 2  | 9   | 11  | 13  | 21   | 37    |

### Tabela grupy mistrzowskiej
| Poz | Klub                      | Mecze | Zw | Rem | Por | Pkt | BrZd | BrStr |
| --- | ------------------------- | ----- | -- | --- | --- | --- | ---- | ----- |
| 1   | Club Nacional de Football | 5     | 3  | 2   | 0   | 8   | 10   | 6     |
| 2   | CA Peñarol                | 5     | 3  | 1   | 1   | 7   | 11   | 7     |
| 3   | Liverpool Montevideo      | 5     | 2  | 1   | 2   | 5   | 7    | 5     |
| 5   | Huracán Buceo Montevideo  | 5     | 1  | 3   | 1   | 5   | 6    | 9     |
| 4   | Danubio FC                | 5     | 0  | 3   | 2   | 3   | 2    | 4     |
| 6   | CA Bella Vista            | 5     | 0  | 2   | 3   | 2   | 7    | 12    |

### Tabela grupy spadkowej
| Poz | Klub                   | Mecze | Zw | Rem | Por | Pkt | BrZd | BrStr |
| --- | ---------------------- | ----- | -- | --- | --- | --- | ---- | ----- |
| 1   | Central Montevideo     | 5     | 3  | 2   | 0   | 8   | 10   | 4     |
| 2   | CA Cerro               | 5     | 2  | 2   | 1   | 6   | 11   | 9     |
| 3   | River Plate Montevideo | 5     | 2  | 2   | 1   | 6   | 9    | 7     |
| 4   | Sud América Montevideo | 5     | 3  | 0   | 2   | 6   | 7    | 4     |
| 5   | Defensor Sporting      | 5     | 1  | 1   | 3   | 3   | 5    | 9     |
| 6   | Racing Montevideo      | 5     | 0  | 1   | 4   | 1   | 4    | 13    |

### Klasyfikacja strzelców bramek
| Gole | Piłkarz     | Klub                      |
| ---- | ----------- | ------------------------- |
| 16   | Luis Artime | Club Nacional de Football |